# Доротея Марія Ангальтська
Софія Доротея Марія Ангальтська (нім. Sophie Dorothea Maria von Anhalt, 2 липня 1574 — 18 липня 1617) — ангальтська принцеса з династії Асканіїв, донька князя Ангальту Йоахіма Ернста та вюртемберзької принцеси Елеонори, дружина герцога Саксен-Веймару Йоганна III. Настоятелька абатства Святого Кіріака в Гернроде у 1586—1593 роках.

## Біографія
Народилась 2 липня 1574 року в Дессау. Була третьою дитиною та другою донькою в родині князя Ангальту Йоахіма Ернста та його другої дружини Елеонори Вюртемберзької. Мала старшого брата Бернхарда й сестру Агнеса Ядвіґу, а також трьох єдинокровних сестер та двох братів від першого шлюбу батька. Згодом сімейство поповнилося сімома молодшими дітьми. Резиденцією родини був замок Йоганнбау в Дессау.
У 1586—1593 роках була настоятелькою абатства Святого Кіріака у Гернроде.
У 18-річному віці залишила монастир аби стати дружиною 22-річного принца Саксен-Веймару Йоганна, молодшого брата правячого герцога Фрідріха Вільгельма I. Весілля пройшло 7 січня 1593 року в Альтенбурзі. У подружжя народилося дванадцятеро дітей, з яких живими були
7 липня 1602 року її чоловік став герцогом Саксен-Веймару, а сама вона — герцогинею-консортом. Втім, правління тривало недовго: за три роки Йоганн помер. Опікуном їхніх дітей став курфюрст Саксонії Крістіан II, а після його смерті — Йоганн Георг I. У спробі Доротеї Марії зняти опікунство у 1611 році, імператор відмовив. Зрештою, старший син був проголошений повнолітнім у 1615 році.
Доротея Марія загинула 18 липня 1617 року, впавши з коня. Її поховали у веймарській церкві Святих Петра і Павла. В ході траурних церемоній її молодший брат Людвіг організував «Плодоносну спільноту».

## Родина
Чоловік —  Йоганн III
Діти:

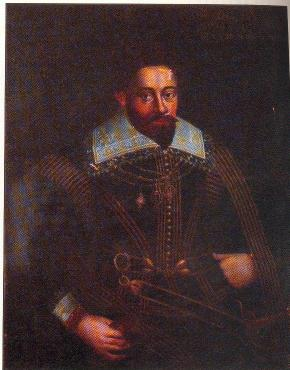
Портрет Йоганна III пензля невідомого майстра

- Йоганн Ернст (1594—1626) — герцог Саксен-Веймару у 1605—1620 роках, одруженим не був, дітей не мав;
- Крістіан Вільгельм ( 6 квітня 1595) — помер після народження;
- Фрідріх (1596—1622) — полковник, одруженим не був, дітей не мав;
- Йоганн (1597—1604) — прожив 7 років;
- Вільгельм (1598—1662) — герцог Саксен-Веймару у 1620—1662 роках, був одруженим з Елеонорою Доротеєю Ангальт-Дессауською, мав дев'ятеро дітей;
- Альбрехт (1599—1644) — герцог Саксен-Айзенаху у 1640—1644 роках, був одруженим із Доротеєю Саксен-Веймарською, дітей не мав;
- Йоганн Фрідріх (1600—1628) — одруженим не був, дітей не мав;
- Ернст (1601—1675) — герцог Саксен-Готи у 1640—1675 роках, герцог Альтенбургу у 1672—1675 роках, був одруженим із Єлизаветою Софією Саксен-Альтенбурзькою, мав вісімнадцятеро дітей;
- Фрідріх Вільгельм (1603—1619) — одруженим не був, дітей не мав;
- Бернхард (1604—1639) — генерал, одруженим не був, дітей не мав;
- Йоганна (1606—1609) — прожила 3 роки.